# Landkreis Sambor
Powiat Sambor (niem. Landkreis Sambor, Kreishauptmannschaft Sambor, pol. powiat samborski) – jednostka podziału administracyjnego Generalnego Gubernatorstwa w latach 1941–1943, wchodząca w skład dystryktu galicyjskiego. Siedziba dystryktu znajdowała się w Samborze.
Tereny obwodu drohobyckiego zostały zajęte przez wojska niemieckie w czerwcu 1941. Galicja Wschodnia weszła 1 sierpnia 1941 w skład Generalnego Gubernatorstwa pod nazwą Dystrykt Galicja na mocy dekretu Adolfa Hitlera z 1 sierpnia 1941. Niemieckie władze wojskowe sprawowały władzę do 5 sierpnia 1941, kiedy to utworzono Landkreis Sambor z ukraińskich rejonów samborskiego i turczańskiego.
1 sierpnia 1943 Landkreis Sambor zniesiono, włączając jego obszar do Landkreis Drohobycz.